# Delia Bisutti

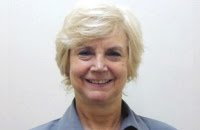
Delia Bisutti

Delia Beatriz Bisutti (sinh ngày 31 tháng 3 năm 1947) là một chính trị gia trung tả người Argentina, hiện là thành viên của Hạ viện Argentina đại diện cho Buenos Aires.
Bisutti sinh ra ở Buenos Aires và trở thành giáo viên sau khi học tại Đại học Quốc gia Quilmes. Từ khi còn nhỏ, cô đã đóng một vai trò tích cực trong các công đoàn, làm đại biểu công đoàn từ năm 1970 đến 1989. Năm 1977, trong Chiến tranh bẩn thỉu, cô bị chính quyền quân sự giam giữ và bị giam cầm trong trại tập trung được gọi là 'Khách sạn'. Chồng cô cũng bị bắt và biến mất, được cho là đã chết.
Năm 1989, Bisutti trở thành tổng thư ký của hiệp hội giáo viên, Unión de Trabajadores de la Giáo dục (UTE), một phần của CTERA và CTA (công đoàn độc lập). Cô giữ cương vị trong ủy ban quốc gia của CTERA. Từ năm 1995, cô là thành viên của ban điều hành đảng cánh tả ở Buenos Aires, Frente Grande, và năm 1997, cô được bầu vào cơ quan lập pháp thành phố cho đảng này như một phần của FrePaSo, nơi cô chủ trì một số ủy ban bao gồm phát triển kinh tế.
Bisutti từng là người chỉ trích liên minh của FrePaSo với Liên minh dân sự cấp tiến. Năm 2001, cô gia nhập đảng trung tâm mới, Hỗ trợ cho Cộng hòa Egalitarian (ARI) và ngồi trên ban điều hành thành phố của đảng. Năm 2003, cô đã lãnh đạo khối ARI trong cơ quan lập pháp ở Buenos Aires. Cuối năm đó, cô từ chức để đảm nhận một vai trò cơ sở trong chính quyền thành phố, trong Bộ giáo dục, phục vụ cho đến tháng 1 năm 2005.
Bisutti được bầu làm phó cho ARI trong cuộc bầu cử tháng 10 năm 2005. Sau khi ARI hội nhập vào Liên minh dân sự năm 2007, Bisutti và một số đồng nghiệp của cô đã từ bỏ đảng để phản đối việc ARI tán tỉnh các nhân vật trung tâm hơn. Ban đầu hình thành một khối riêng trong Quốc hội được gọi là ARI tự trị, vào tháng 5 năm 2008, họ tuyên bố thành lập một đảng mới, Đoàn kết và Bình đẳng, Si.